# Archaeoteleia novaezealandiae
Archaeoteleia novaezealandiae (лат.) — вид наездников из семейства Platygastridae (Archaeoteleia, Scelioninae, или Scelionidae, по другим классификациям). Новая Зеландия.
Длина самок 4,5—5,0 мм (самцы — 3,5—4,4 мм). Общая окраска тела желтовато-коричневая. Нижнечелюстные щупики 5-члениковые; нижнегубные щупики состоят из 3 сегментов. Усики у обоих полов 12-члениковые. Формула члеников лапок: 5-5-5; формула шор ног: 1-2-2. Паразитируют на яйцах пещерных кузнечиков Gymnoplectron spp. (Прямокрылые: Rhaphidophoridae, Macropathinae).
Вид был описан в 1968 году в качестве типового вида новго рода Archaeoteleia канадским энтомологом Любомиром Маснером (Lubomir Masner) и назван по имени места обнаружения.